# István Laub
István Laub, István Vilmos Laub (Budapest, 27 de maig, 1883 – Idem., 3 de maig, 1935) va ser professor de piano.

## Carrera
Fill de János Laub, organista d'església, i Anna Kirchknopf. Va ser alumne de Kalman Chovan i Hans von Koessler. Va ensenyar breument a l'Escola de Música de Debrecen, des de 1905 a l'Escola de Música de la Ciutat de Košice i des de 1907 a l'Acadèmia de Música. També va actuar en concerts.
Va morir a Budapest el 3 de maig de 1935, als 52 anys, i la seva tomba es troba al cementiri d'Óbuda.